# Rastila

Rastila na mapie Helsinek

Rastila (szw. Rastböle) – dzielnica (fiń. osa-alue) Helsinek, część Vuosaari. Zajmuje powierzchnię 1,11 km² i zamieszkana jest przez 4165 osób (2014), co daje gęstość zaludnienia 3752 osób/km².
Na terenie dzielnicy znajduje się wybudowana w 2008 roku stacja metra Rastila, obsługująca również sąsiadującą dzielnicę Meri-Rastila.